# Razdolinsk
Razdolinsk (ros. Раздолинск) – osiedle typu miejskiego w Rosji, w Kraju Krasnojarskim, w rejonie motygińskim. W 2010 liczyło 2502 mieszkańców.